# Desconexión moral

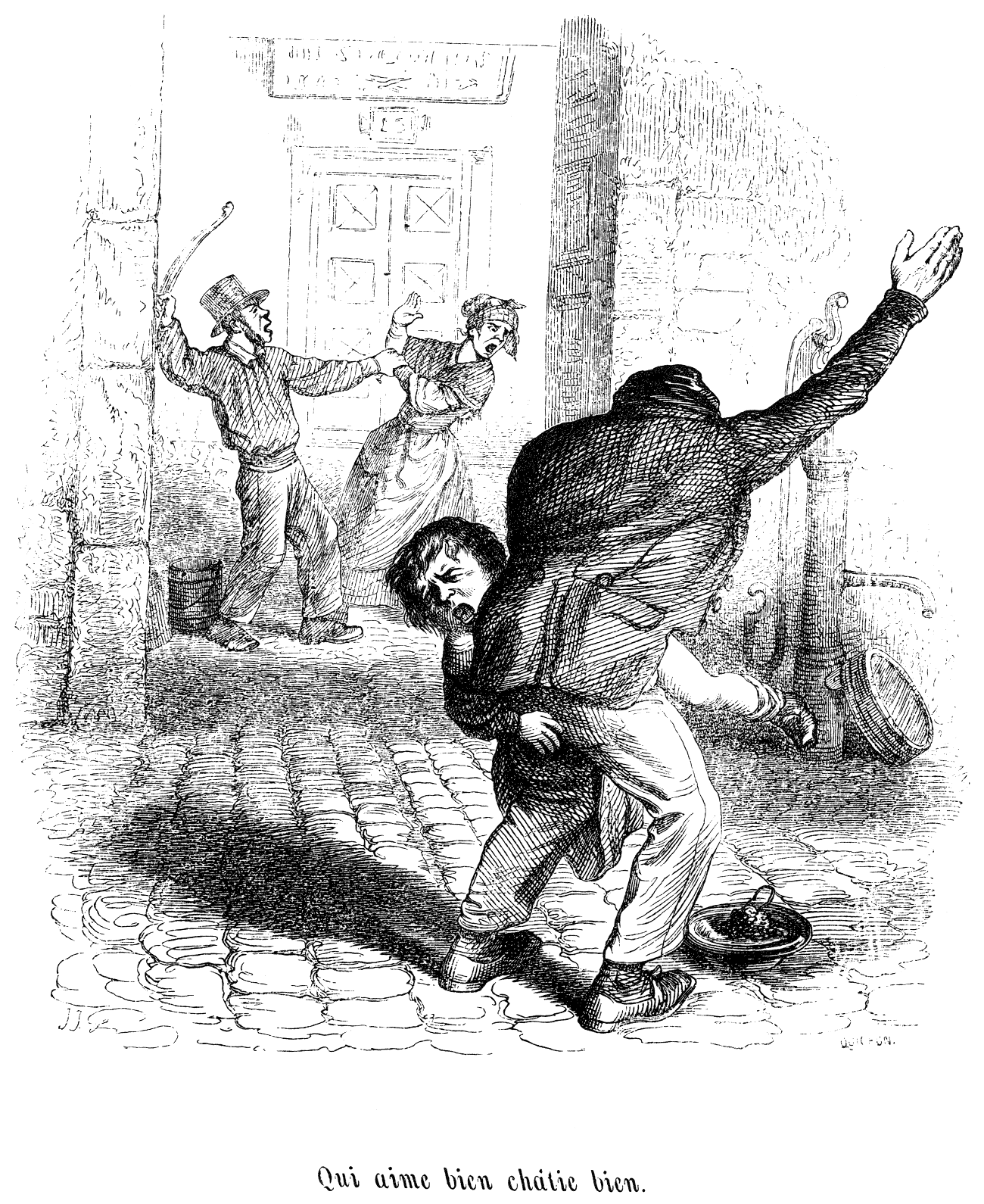
La violencia es un acto objetivamente inmoral en todos los casos, pero la desconexión moral permite justificarla engañosamente en algunos casos como un mal menor.

La desconexión moral o desvinculación moral es el proceso por el que una persona se convence a sí misma de que las normas morales no se le aplican en un contexto particular. Esto se logra separando las reacciones morales de las conductas inhumanas y deshabilitando el mecanismo de la autocondena. Por lo tanto, la desconexión moral implica un proceso de reconstrucción cognitiva o reformulación del comportamiento destructivo como moralmente aceptable sin cambiar el comportamiento ni las normas morales. Es un concepto de psicología social.
En la teoría cognitiva social de la moral, los mecanismos de autorregulación integrados en las normas morales y las autosanciones traducen el razonamiento moral en acciones. Por lo tanto, el yo moral se sitúa en una teoría sociocognitiva del yo más amplia, que consiste en mecanismos de autoorganización, proactivos, autorreflexivos y autorreguladores. Tres subfunciones principales están operando en este sistema de autorregulación en el que se basa la acción resultado de un razonamiento moral (denominada "agencia moral"). La primera subfunción es la consciencia de la propia conducta, que es el paso inicial para controlarla.«En la persona que realiza la acción, esta da lugar a reacciones (denominadas "autorreacciones", porque son de la persona ante sus propias acciones) a través de una función de juicio que evalúa la conducta frente a las normas internas y las circunstancias situacionales». Los mecanismos autorreactivos y de juicio constituyen las subfunciones segunda y tercera.
Generalmente, las normas morales se adoptan para servir como guías para el buen comportamiento y como disuasivas de la mala conducta. Una vez que se ha internalizado el control, las personas regulan sus acciones según las normas que se aplican a sí mismas y esto les da satisfacción y autoestima. Las personas se abstienen de comportarse de maneras que violen sus normas morales para evitar la autocondena (sentirse culpable). Por lo tanto, las autosanciones (castigos que la persona se inflige a sí misma) desempeñan un papel importante en mantener la conducta en línea con las normas morales internas y, por lo tanto, también en la regulación de la conducta inhumana. Sin embargo, las normas morales solo funcionan como reguladores internos fijos de la conducta cuando se han activado los mecanismos de autorregulación. Muchos procesos sociales y psicológicos diferentes impiden la activación de la autosanción. La activación selectiva de las autosanciones y el control moral interno o la desconexión permiten, con las mismas normas morales, una amplia gama de comportamientos.
La desvinculación moral funciona en la perpetración de inhumanidades a través de la justificación moral, el etiquetado eufemístico, la comparación ventajosa, el desplazamiento o la difusión de la responsabilidad, la indiferencia o tergiversación de las consecuencias perjudiciales y la deshumanización de la víctima. En lugar de operar de forma independiente, estos mecanismos cognitivos están interrelacionados dentro de un contexto socioestructural para promover conductas inhumanas en la vida cotidiana de las personas.

## Mecanismos

### Justificación moral
Un método de desvinculación es atribuir un propósito moral a un comportamiento inhumano para hacerlo socialmente aceptable. La justificación moral es el primero de una serie de mecanismos sugeridos por Bandura que pueden inducir a las personas a eludir la autosanción y violar las normas personales. Por ejemplo, la tortura, con el fin de obtener la información necesaria para proteger a los ciudadanos de la nación, puede considerarse aceptable. Esta forma de desvinculación ocurre antes de la decisión de participar en un comportamiento; por lo general, las personas solo se involucran en una conducta reprobable después de haber justificado las acciones con un fundamento moral. A través de la reconstrucción cognitiva, los comportamientos incorrectos pueden percibirse como correctos.
Los principios religiosos, los imperativos nacionalistas y las ideologías justicieras se han utilizado durante mucho tiempo como medios para justificar conductas reprobables y destructivas. Un ejemplo es el terror sagrado justificado por principios religiosos documentados por Rapport y Alexander.
Las justificaciones morales pueden ser muy eficaces para influir en la opinión pública, debido a la dificultad para detectar afirmaciones morales engañosas. La revisión de la literatura realizada por Kathleen encontró que la dificultad surge de las siguientes 4 fuentesː
1. Las personas son generalmente susceptibles de engaño.
2. La comunicación política suele realizarse a través de los medios, lo que elimina las señales no verbales que podrían ayudar a detectar el engaño.
3. Las personas se centran demasiado en el individuo debido a los sesgos de juicio social.
4. Que los políticos se acusen unos a otros de mentir no es la norma de la cultura política, por lo que no es habitual que el público sospeche de la falsedad de las afirmaciones morales.[10]

Kathleen también identificó 4 variantes de justificaciones de reivindicación moral en la políticaː 
1. Normas morales personales.
2. Valores políticos compartidos.
3. Valores no comúnmente compartidos, por ejemplo, principios específicos de la religión.
4. Una promesa de beneficios colectivos.[10]

Se ha hallado que, entre estas variantes, las justificaciones que apelan a normas morales personales y beneficios sociales colectivos son las más eficaces para conformar la opinión pública.
Las personas con altos principios morales no son inmunes a infringirlos en algún caso, y utilizar entonces la justificación moral. Es menos probable que se ajusten a las demandas sociales arbitrarias; sin embargo, cuando se violan sus principios, también es más probable que muestren un comportamiento agresivo hacia quienes los han violado.

### Etiquetado eufemístico
El uso de un lenguaje eufemístico para describir una conducta reprobable es otra forma en que las personas pueden desvincularse de sus normas morales. El lenguaje modela formas de pensamiento individuales que constituyen la base para las acciones. Estas acciones pueden adoptar diferentes "apariencias" según los nombres que se les asignen. El lenguaje eufemístico es un medio para hacer respetable el comportamiento dañino y reducir la responsabilidad de la persona. Con la ayuda de una reformulación intrincada, el comportamiento perjudicial se vuelve aceptable, y las personas que forman parte de él se liberan del sentimiento de culpa. Es más probable que los adultos participen en una conducta agresiva cuando se denomina aceptablemente que cuando se etiqueta como una agresión.
Existen diferentes variedades de eufemismos. Uno de ellos es omitir las palabras de fuerte carga negativa (por ejemplo, "daños colaterales" en vez de "muertos en bombardeos"). Al disfrazar lo nocivo con palabras inocentes, el comportamiento perjudicial en sí mismo se vuelve más respetable. Los soldados "desperdician" a las personas en lugar de matarlas. Las misiones de bombardeo se ejecutan en nombre de "servir al objetivo" y en aras de la utilidad pública. Los terroristas se autodenominan "luchadores por la libertad". Los ataques se describen como "golpes limpios y quirúrgicos" y las víctimas se despachan como "daños colaterales". Este tipo de eufemismos también se usa en actividades cotidianas menos abominables. Desde el punto de vista de varias agencias gubernamentales, no se despide a la gente, sino que se les proporciona una "mejora alternativa de carrera". El profesor puede enseñar a los estudiantes de negocios a llamar "tergiversación estratégica" a las mentiras en transacciones comerciales competitivas. La industria de la energía nuclear tiene su propio conjunto de eufemismos para los efectos perjudiciales causados por accidentes. Una explosión se describe como un "desmontaje energético" y un accidente de reactor se etiqueta como una "aberración normal". Por último, pero no menos importante, la contaminación por plutonio se etiqueta como "infiltración".
Las personas que trabajan en televisión intentan presentar al público algunos de los programas más brutales sobre la crueldad humana con las etiquetas eufemísticas de "acción y aventura". La lluvia ácida que destruye lagos y bosques tiene su propia etiqueta eufemística de "deposición atmosférica de sustancias ácidas de origen antropogénico".
El estilo pasivo sin agente (en general, sujeto de la oración) en la presentación de sucesos es una segunda herramienta lingüística con la ayuda de la cual las personas pueden aparentar que los actos censurables provienen de fuerzas indescriptibles en vez de ser realizados por ellas mismas. Las personas se omiten como agentes de sus propios actos. Cuando un conductor explicaba a la policía cómo derribó un poste de teléfono, dijo: «El poste de teléfono se acercaba. Estaba tratando de desviarme de su camino, cuando golpeó mi parte delantera». La jerga especializada de una empresa legítima puede incluso ser utilizada indebidamente en circunstancias ilícitas por el forajido para embellecer sus comportamientos nocivos. En el vocabulario de Watergate, la conspiración criminal recibió el apelativo de "plan de juego" y los conspiradores se autodenominaban "jugadores de equipo".

### Comparación ventajosa
Además de la justificación moral, otro mecanismo que los individuos pueden utilizar para que el comportamiento dañino parezca moralmente aceptable se denomina comparación ventajosa. Este proceso explota el principio de contraste, que sigue la suposición de que la percepción de la conducta humana está influida por aquello con lo que se compara. Es decir, los individuos contrastan su conducta con otros ejemplos de comportamiento más inmoral, y al hacer esta comparación se trivializa su propio comportamiento. Cuanto más inmoral es el comportamiento contrastante, más probable es que el comportamiento destructivo de uno parezca menos malo. Por ejemplo, «la destrucción masiva en Vietnam se minimizó al presentar la intervención militar estadounidense como una forma de salvar a la población de la esclavitud comunista».
Estas comparaciones, denominadas exculpatorias, se basan en la justificación moral según las normas utilitarias. Dos conjuntos de juicios facilitan que el comportamiento destructivo sea moralmente aceptable. En primer lugar, las alternativas no violentas se juzgan ineficaces para lograr los cambios deseados y, en consecuencia, se eliminan como opciones. «En segundo lugar, los análisis utilitaristas afirman que las acciones perjudiciales de uno evitarán más sufrimiento humano del que causan». Albert Bandura sugirió que aplicar el cálculo utilitarista en situaciones específicas es "bastante resbaladizo", debido a las incertidumbres que encierra el futuro y los sesgos en el juicio humano. Considera que la estimación de la importancia de las amenazas potenciales es subjetiva.
Albert Bandura también argumenta que la justificación moral y la comparación ventajosa son los "autodesinhibidores" más eficaces, porque eliminan la autocensura y cambian la autoapreciación de la persona respecto a los actos inmorales en los que incurre. «Lo que antes era moralmente condenable se convierte en fuente de autovaloración».

### Desplazamiento de responsabilidad
Otra práctica disociativa, conocida como desplazamiento de responsabilidad, opera distorsionando la relación entre las acciones y sus efectos. Las personas se comportan de formas a las que normalmente se opondrían si una autoridad legítima acepta la responsabilidad por las consecuencias de ese comportamiento (obediencia debida). El desplazamiento de la responsabilidad distorsiona los hechos. Bajo estas condiciones, las personas ven sus acciones, en vez de como propias, como dictados de sus autoridades.
La responsabilidad personal por la conducta lleva a las personas a ver sus acciones como provenientes de figuras autoritarias bajo responsabilidad desplazada. Al no ser los verdaderos agentes de sus acciones, se salvan de la autocondena. El desplazamiento de la responsabilidad reveló horribles inhumanidades a través de la autoexención en ejecuciones masivas sancionadas socialmente. La autoexoneración cuando se obedecen órdenes espantosas es evidente en las atrocidades militares, como la masacre de My Lai.
La perpetración de inhumanidades requiere ejecutores devotos. Se requiere un fuerte sentido de la responsabilidad para ser un buen ejecutor. La responsabilidad se caracteriza en dos niveles: un fuerte sentido del deber hacia los superiores y la rendición de cuentas por los efectos causados por las propias acciones. Los mejores ejecutores cumplen con sus obligaciones para con sus autoridades y no se sienten personalmente responsables de sus acciones.

### Difusión de la responsabilidad
Además, existe la práctica de la difusión de la responsabilidad. Ocurre en un grupo de personas, donde a medida que aumenta el número de personas, aumenta el nivel de difusión. En este fenómeno, una persona tiene menor inclinación hacia la responsabilidad ya que siente que los demás también son igualmente responsables en el grupo. Se hacen suposiciones sobre la base de que otras personas son responsables de tomar medidas. La responsabilidad se difunde por la división del trabajo. Las tareas que se subdividen parecen inofensivas y fáciles de realizar. Esto cambia la atención a los detalles de su trabajo específico. La toma de decisiones en grupo es una práctica que permite que personas educadas se comporten de manera inhumana. La acción colectiva proporciona anonimato, lo que permite el debilitamiento del control moral. Cualquier actividad nociva realizada en el grupo puede asociarse a las acciones de otros. Las personas en grupos pueden actuar de manera inhumana cuando cada individuo no se siente personalmente responsable de las acciones del grupo.
La importancia teórica y práctica de la difusión de la responsabilidad se descuida en la literatura sobre escalada (conflicto), ya que la definición más extendida de escalada, para la que existe un apoyo fáctico sustancial, se basa en la impresión de autojustificación. Aunque las decisiones iniciales con respecto al nuevo marco las toman las personas por su cuenta, la mayoría de las decisiones imperativas las toma el grupo en un contexto gerencial. Así, generalmente la razón ofrecida para la persistencia en el error puede ser irrelevante o al menos tener menor relevancia ante situaciones de escalada.
Los efectos de la difusión de la responsabilidad en la tendencia a la escalada muestran que, en las etapas iniciales de los proyectos grupales, son más reducidos los efectos de la escalada en aquellos individuos que dan los pasos iniciales en un proyecto fallido que en los individuos personalmente responsables de esas decisiones iniciales. La teoría de la autojustificación es de menor importancia en grupos que en individuos porque la mayoría de las decisiones —nuevas políticas y regulaciones— en las organizaciones son tomadas por grupos. Cuando las decisiones se revelan erróneas, las personas maquillan las consecuencias para que parezcan menos desagradables. Esta distorsión ocurre cuando las personas intentan salvaguardarse psicológicamente en un intento de racionalizar sus acciones. Las personas tratan de justificar acciones del pasado que llevaron a un camino fallido. La decisión de seguir por ese camino podría verse perjudicada por el grado en que una persona comparte la responsabilidad de las acciones iniciales.
Incluso después de participar en una decisión, un individuo puede evadir su responsabilidad de dos maneras. La primera es transferir la responsabilidad a un tercero. Así el individuo se siente menos culpable. La segunda consiste en que sea el grupo quien decida continuar con el proyecto fallido. La culpa por una decisión errónea se comparte dentro del grupo, asignando menos responsabilidad a cada miembro que si decisión la hubiera tomado una sola persona. La interacción social puede reducir la propensión a la escalada, porque diluye la responsabilidad por la decisión original y desalienta las intenciones de justificar el comportamiento previo.

### Desatender o tergiversar las consecuencias perjudiciales
Otro método de desvinculación es el desatender o tergiversar las consecuencias del acto. Cuando alguien decide realizar una actividad dañina para los demás para beneficio personal, o como resultado del impacto de un estímulo social, generalmente minimiza el daño que ha causado o intenta evitar enfrentarlo. Las personas comienzan voluntariamente a recordar información sobre los beneficios potenciales del comportamiento, pero es menos probable que recuerden los efectos dañinos que causaría a otros. Las personas se inclinan especialmente a minimizar los efectos nocivos cuando actúan solas. Cuando el daño causado se vuelve menos evidente y personalizado, es más probable que las personas cometan actos inhumanos. Además de la falta de atención selectiva y la distorsión cognitiva subjetiva de los efectos, la tergiversación de las consecuencias también puede implicar esfuerzos para eliminar la evidencia del daño. Si este se desatiende, minimiza o distorsiona, habrá pocas razones para que se activen la autocensura o los códigos morales.
Es relativamente fácil perjudicar a otros cuando se desatienden los resultados nocivos de una conducta y cuando los efectos causales no son visibles porque están física y mentalmente alejados del acto. Los sistemas de armas mecanizadas y los artefactos explosivos que pueden causar bajas graves, pero que son controlados por alguien a distancia que presiona un botón, son ejemplos de esto. Incluso si quien puede presionar el botón es responsable, lo apretará cuando no se percate del daño que inflige a sus víctimas. Los individuos intentan evitar que sus actos dañinos los llevén a la autosanción distorsionando las consecuencias. Por ejemplo , «el uso de este mecanismo en el deporte se observa cuando los jugadores evitan averiguar el alcance de las lesiones que han causado a sus oponentes o niegan su gravedad». Por el contrario, cuando las personas son conscientes del sufrimiento que causan, la angustia y la autocensura así suscitadas comienzan a funcionar y sirven como influencias autorrestrictivas. Por ejemplo, es menos probable que las personas obedezcan órdenes que perjudican a una víctima a medida que su dolor se vuelve más evidente y personalizado.
Hoy en día se ve que la mayoría de las organizaciones tienen un conjunto claro de cadenas jerárquicas donde las personas en el nivel superior elaboran planes y los transmiten a sus subordinados, conocidos como ejecutores, quienes luego los llevan a cabo. Parece que cuanto más lejos están los individuos de los resultados finales, más débil es el poder vinculante de los efectos destructivos previsibles. La desvinculación del control personal normalmente existe entre las personas que están situadas entre la parte superior y la inferior en un sistema jerárquico, porque las de la parte superior pueden alegar que ellas solo formulan los planes, pero no están involucradas en ejecutarlos. Entre estas 2 partes, los intermediarios son mucho más proclives a poner en práctica órdenes destructivas que quienes formulan planes y que son los responsables de llevarlos a cabo y enfrentar los resultados porque, como transmisores, intentan comportarse obedientemente y legitimar a sus superiores.

### Deshumanización
La deshumanización es el proceso mediante el cual a una persona o grupo de personas se le niega la "humanidad" o los atributos humanos. La víctima ya no es vista como una persona con sentimientos, esperanzas y preocupaciones, sino objetivada como un subhumano menor. La deshumanización es otro mecanismo de desvinculación moral, ya que justifica tratar a los demás con menor preocupación moral y empatía, y por tanto valida el trato violento o abusivo. La deshumanización implica la exclusión moral y la deslegitimación de los demás. La exclusión moral ocurre cuando los grupos o individuos son excluidos de la esfera de valores morales, reglas y creencias de quienes perpetran las sevicias. La deslegitimación es el proceso de categorizar a otros en grupos sociales negativos, lo que los excluye de una humanidad aceptable. A través de este proceso de deslegitimación, se facilita la deshumanización hacia los demás, lo que a su vez conduce a la exclusión moral y a la justificación de tratos y comportamientos inmorales hacia individuos o un grupo de personas.
Hay 2 aspectos de la deshumanización: la negación de los atributos exclusivamente humanos y la negación de los atributos de la naturaleza humana. Los atributos exclusivamente humanos se refieren a aquellas características que distinguen a un ser humano de otras especies animales, como el ser capaz de razonar moralmente, la racionalidad, el civismo y el refinamiento. Los atributos de la naturaleza humana involucran características como la calidez, la emotividad y la apertura cognitiva, que diferencian a un ser humano de un objeto inanimado.
Al atribuir la naturaleza humana a grupos de personas, entran en juego los sesgos de endogrupo y exogrupo. Las personas se identifican con su grupo social (endogrupo) y se desvinculan otros con los que no se identifican (exogrupos). Es la dinámica de "ellos" y "nosotros".
La negación de los atributos exclusivamente humanos conduce a un proceso de deshumanización basado en metáforas que asocia al exogrupo con los no humanos, comparándolos con los animales. Las creencias ideológicas e históricamente arraigadas sobre la división entre humanos y animales crean la percepción de que los seres humanos son superiores a todos los demás animales. Por lo tanto, al comparar al grupo externo con animales, se los percibe como menos racionales y sofisticados, lo que en última instancia crea una barrera psicológica que permite la justificación del comportamiento negativo hacia el grupo externo. Este proceso de deshumanización animal se establece más comúnmente mediante el uso de metáforas. Por ejemplo, los nazis comparaban regularmente a los judíos con "ratas", y los hutus usaban indistintamente el término tutsis y "cucaracha" en la mayoría de su propaganda. El uso y la eficacia de estas metáforas actúan sobre el asco moral. Muchos animales, como serpientes, sanguijuelas y ratas, provocan (con su presencia, o incluso con su sola mención) una reacción inconsciente y automática de repugnancia. Por lo tanto, al comparar a un exogrupo con estos animales, los atributos negativos y "repugnantes" de estos animales se proyectan metafóricamente sobre el exogrupo.
La negación de los atributos de la naturaleza humana conduce a un proceso de deshumanización basado en atributos que separa al exogrupo de las características humanas que involucran emociones, por lo que los compara con objetos inanimados. Este proceso se conoce como deshumanización mecanicista. Debido a que se niegan sus atributos de naturaleza humana, los miembros del exogrupo son percibidos por el endogrupo como robóticos y sin emociones, lo que lleva al endogrupo a ser menos empático con ellos.
La teoría de la infrahumanización es otro aspecto clave de la deshumanización. Es la creencia de que el endogrupo es más "humano" en términos de atributos humanos únicos y emociones secundarias. Mientras que las emociones primarias (sorpresa, ira, miedo) se consideran comúnmente compartidas por todo el reino animal, las emociones secundarias (esperanza, remordimiento, arrepentimiento) se consideran características puramente humanas. Estas emociones secundarias están determinadas socialmente y se consideran esenciales para la cualidad de ser humano. Sin embargo, los endogrupos tienden a atribuirse estas emociones secundarias, pero las niegan o reducen en el exogrupo, lo que lleva a retratarlo como de "humanos menores", "subhumanos", "seres inferiores" y otras falacias.

## Antecedentes

### Diferencias individuales
James R. Detert, Linda K. Treviño y Vicki L. Sweitzer proponen que algunos individuos están más inclinados a desvincularse moralmente que otros. Con base en su estudio, encontraron que ciertas diferencias individuales predicen e influyen en la desconexión moral.
Específicamente, James R. Detert, Linda K. Treviño y Vicki L. Sweitzer encontraron que ser más consciente de las necesidades y sentimientos de los demás previene las actividades de desconexión moral. Las personas con mucha empatía tienen menos probabilidades de desvincularse moralmente de actos que dañarían a otros. Además, su estudio también sugirió que el cinismo (en su sentido contemporáneo, no en el de la escuela filosófica griega) facilita la desconexión moral. «Una persona con un alto grado de cinismo tiene una desconfianza subyacente hacia otros individuos, y por tanto es más escéptica sobre los motivos de los demás, incluidos aquellos a quienes pondera hacer daño, y es más probable que piense que merecen ese daño». Por ejemplo, un estafador puede considerar que sus víctimas, por su codicia, merecen que las engañe. Por lo tanto, la falta de confianza en los demás de los cínicos hace que el proceso de distanciarse y diluir la responsabilidad en los demás sea más fácil. Lo mismo se aplica a culpar y deshumanizar a las víctimas. 
Además, los 3 investigadores citados hallaron que la orientación al azar del locus de control es otra característica que se correlaciona positivamente con la desconexión moral. Es decir, las personas que creen que las experiencias y los resultados de la vida se deben a fuerzas externas tienen más probabilidades de desvincularse moralmente. 
Sus hallazgos también muestran que, cuanto más importante es la moral para un individuo, menos propenso es a la desvinculación moral. Para las personas que asignan gran importancia a la moral, las preocupaciones y compromisos morales son fundamentales en su autodefinición y autoconcepto y, por lo tanto, es menos probable que reconstruyan cognitivamente una conducta dañina como moralmente aceptable.

### Interacción de sanciones personales y sociales
La teoría cognitiva social sugiere una perspectiva interaccionista de la moral. Las personas no operan como agentes morales autónomos que no se ven afectados por las realidades sociales en las que están inmersos y, por lo tanto, la capacidad de un individuo para elegir entre el bien y el mal (denominada "agencia moral") tiene un encaje social. Esta capacidad se ejerce de "maneras particularizadas" según las condiciones en las que tienen lugar las transacciones de la vida cotidiana. Según este punto de vista, las acciones morales son el resultado de esta interacción recíproca de influencias personales y sociales. La teoría cognitiva social enumera tres modos diferentes de agencia humana: personal, proxy y colectivo.
En términos de control personal, en muchas circunstancias las personas normalmente no pueden controlar directamente las condiciones sociales o las prácticas institucionales que afectan su vida diaria. Entonces, la gente intentaría por un medio u otro conseguir que expertos con recursos, influencia o poder actúen a instancias de ella para asegurar los resultados que desea. Un ejemplo es la elección de representantes políticos. Es imposible que una persona domine todos los aspectos de la vida diaria cuando su tiempo, energía y recursos son limitados.
Las personas también intentan buscar el control denominado proxy en áreas donde pueden ejercer una influencia directa cuandoː 
- no han desarrollado los medios para hacerlo,
- creen que otros pueden lograr mejores resultados, o
- no quieren involucrarse en las complicaciones del control directo.

Para mantener un control efectivo bajo las condiciones cambiantes de la vida, se requiere el dominio de conocimientos y habilidades que solo se pueden lograr a través de una inversión continua de tiempo, esfuerzo y recursos.
La agencia colectiva surge de las características de socialización de los seres humanos. Los seres humanos son animales sociales. Inevitablemente, las personas están involucradas en múltiples relaciones con los demás. Y en muchas circunstancias el progreso solo se puede lograr con un esfuerzo socialmente interdependiente. Por lo tanto, las personas a menudo cooperan unas con otras para lograr lo que no pueden individualmente. Las creencias compartidas de la gente son un ingrediente clave de la agencia colectiva. Las personas que actúan colectivamente basándose en una creencia compartida, en vez de como un miembro inane de un grupo, están realizando las funciones de conocimiento, aspiración, motivación y regulación para la sociedad.

## Consecuencias

### Toma de decisiones inmorales y comportamiento engañoso
Albert Bandura, al considerar los diversos mecanismos de desvinculación moral, argumentó que las normas morales personales no son suficientes para renunciar a una conducta inhumana. La vida civilizada exige salvaguardias como parte integral de los sistemas sociales para mantener el control moral personal y la conducta "compasiva".
Al investigar los resultados de la desvinculación moral, James R. Detert, Linda K. Treviño y Vicki L. Sweitzer encontraron evidencia empírica que respalda su hipótesis de que la desvinculación moral se asocia positivamente con la toma de decisiones inmoralesː los niveles más altos de desconexión moral conducen a una mayor probabilidad de tomar estas decisiones. Una desconexión entre las normas morales internas de la persona y las acciones que considera reduce la activación de mecanismos internos de disuasión que evitarían los comportamientos inmorales.
Adam Barsky investigó los efectos de la desconexión moral y la participación en el comportamiento laboral inmoral a través de 2 estudios. La investigación se centró en la desvinculación moral a través de la justificación moral y el desplazamiento de la responsabilidad, y en comportamientos inmorales como "mentir descaradamente" o "intentos de oscurecer la verdad". Ambos estudios de Adam Barsky también demostraron empíricamente en el ámbito organizacional una relación significativa entre la desconexión moral y la probabilidad de que las personas tomen decisiones inmorales. En el segundo estudio, Adam Barsky encontró evidencia empírica de que la participación en el establecimiento de objetivos, es decir, un proceso conjunto de toma de decisiones, se relaciona con el comportamiento engañoso. «Quizás lo más interesante, mientras que las justificaciones morales tendieron a aumentar en los incidentes informados de comportamiento inmoral, esto solo fue cierto cuando los empleados no sintieron que tenían la oportunidad de participar en el establecimiento de sus metas de desempeño en el trabajo».
McGraw, Best y Timpone encontraron importantes consecuencias de las justificaciones morales en el campo de la política. Descubrieron que, si para una decisión controvertida se dan justificaciones morales, será evaluada más positivamente. Estas justificaciones también pueden influir en cómo la opinión pública juzga a los políticos involucrados en la decisiónː en principio, más positivamente que si no se dan estas justificaciones. McGraw concluyó que los políticos pueden utilizar engañosamente las justificaciones morales para influir en la opinión pública sobre las controversias y reforzar su propia reputación sin temor a las consecuencias negativas.
En el ámbito deportivo, se encontró una relación entre la desvinculación moral y la justificación de las trampas por parte de los deportistas. Šukys analizó diferentes formas de hacer trampa y encontró que la justificación de los comportamientos engañosos de los atletas, que están relacionados con la manipulación de las reglas deportivas y de los resultados de las competiciones, se predice por su desvinculación moral.

### Conducta militar
El comportamiento destructivo como resultado de la justificación moral a menudo se puede encontrar en la conducta militar. Matar, que generalmente se percibe como moralmente condenable, puede reconstruirse cognitivamente incluso como una fuente de orgullo. Como resultado, personas normales con un fuerte rechazo inicial a matar pueden transformarse en hábiles combatientes sorprendentemente rápido. Esto se facilita aún más cuando las opciones no violentas son juzgadas como ineficaces, y desde un punto de vista utilitarista, cuando el sufrimiento causado por el enemigo supera el sufrimiento infligido por las conductas violentas.
Kimhi y Sagy investigaron la asociación entre la justificación moral de los controles de carretera del ejército y los sentimientos de adaptación de los soldados israelíes. Los resultados apoyaron su hipótesis de que cuanto más justificación tenían los soldados para los bloqueos de carreteras del ejército, mayor nivel de ajuste cognitivo, afectivo y conductual sentían.
Los terroristas suelen utilizar justificaciones morales para defender su conducta atroz. Por otra parte, la justificación de las medidas antiterroristas es un dilema moral al que se enfrentan especialmente las sociedades democráticas; la pérdida de vidas inocentes durante estas medidas debe justificarse obedeciendo los códigos morales de una sociedad civilizada.

### Agresión
Los estudios indican que el acoso está relacionado positivamente con la desconexión moral autoinformada en niños y adolescentes. También se encuentra que niveles más altos de justificaciones desvinculadas predijeron niveles más altos de acoso escolar.
Pornari y Wood descubrieron que, además de la agresión tradicional entre compañeros de clase, la desconexión moral también está asociada con el ciberacoso.
Otros estudios realizados por Thornberg y Jungert encontraron que, entre los escolares, los niños expresaron niveles significativamente más altos de desvinculación moral, incluida la justificación moral, el etiquetado eufemístico, la difusión de la responsabilidad, la tergiversación de las consecuencias y la culpabilización de la víctima. El número de incidentes de intimidación también fue significativamente mayor en los niños que en las niñas. Entre todos los mecanismos de desvinculación moral, solo la justificación moral y la culpabilización de la víctima se relacionaron significativamente con el acoso.

### Desconexión moral en actividades egoístas realizadas de forma rutinaria
Tradicionalmente, la teoría de la desconexión moral se ha aplicado principalmente a escenarios y comportamientos de alta intensidad moral como la agresión interpersonal, el robo o el engaño y los conflictos armados, que Bandura denominó "circunstancias extraordinarias". Pero el papel de la desvinculación moral en situaciones cotidianas, en las que las personas habitualmente realizan actividades egoístas en perjuicio de los demás y del medio ambiente, también está recibiendo una mayor atención. En particular, estudios recientes han observado la desconexión moral como un proceso cognitivo habitual en las personas que consumen carne. Un estudio halló que estas personas consideran que los animales tradicionalmente comestibles son menos capaces de experimentar emociones refinadas. Y sin embargo, cuando se les pregunta por los animales no comestibles, sus respuestas no difieren de las que dan las personas vegetarianas.
Los investigadores también encontraron que las personas con niveles más altos de desconexión moral en el consumo de carne tienden a mostrar niveles más bajos de empatía general, experimentan menos reacciones emocionales de autoevaluación (es decir, culpa y vergüenza) cuando consideran el impacto del consumo de carne, respaldan que se discrimine a personas de otros grupos sociales (orientación de dominación social), y muestran simpatía hacia la dominación de la especie humana sobre otras (especismo, creencias de supremacía humana). Además, también tienden a mostrar una mayor propensión general a desvincularse moralmente, atribuyen menos importancia a los rasgos morales en la forma en que se ven a sí mismos (identidad moral) y comen carne con más frecuencia.